# Heinrich Forschner der Ältere
Heinrich Forschner (der Ältere) (* 30. Oktober 1853 in Bernhausen auf den Fildern; † 27. Februar 1928 in Biberach an der Riß) war Zahnkünstler bzw. Zahntechniker und Kunstmaler.

## Leben und Werk
(Georg) Heinrich Forschner wurde am 30. Oktober 1853 in Bernhausen auf den Fildern geboren. Er war mit Anna Berta Goldner verheiratet und hatte mit ihr elf Kinder, darunter der jüngere Heinrich Forschner. Er ist in Biberach an der Riß bei seinem Onkel Kipp aufgewachsen, von dem er auch das Zahnkünstler- bzw. Zahntechnikerhandwerk erlernte. Zu der Zeit, als Heinrich Forschner diesen Beruf lernte, gab es keine Trennung zwischen Zahnärzten und Zahntechnikern, wie es heute der Fall ist. Es gab auch kein universitäres Zahnmedizinstudium. Die Zahnbehandlung damals wurde hauptsächlich von Badern und Chirurgen durchgeführt und bestand meist nur aus der Entfernung von Zähnen. Das Ersetzen von Zähnen war handwerkliches Können und eben auch „Kunst“, daher der Begriff „Zahnkünstler“. Kipp und Forschner betrieben auch keine Praxis, wie es heute üblich ist, sondern firmierten im Zahnärzteadressbuch von 1903 als „Zahnatelier Kipp und Forschner“.

Werbung Forschner und Kipp 1903

Als Maler war Heinrich Forschner jedoch zunächst Autodidakt; ab 1885 bekam er von Anton Braith Malunterricht und wird daher seiner Schule zugerechnet. Als Braith-Schüler malte er vor allem Stillleben, Porträts und rurale Szenen. Einige seiner Werke sind im Braith-Mali-Museum ausgestellt.
1901 gehörte er zu den Gründern des Kunst- und Altertumsvereins Biberach, der die Voraussetzungen für ein Museum für die Vermächtnisse von Anton Braith und Christian Mali, das spätere Braith-Mali-Museum, schuf. Für diese Verdienste wurde er am 20. September 1926 zum Ehrenbürger der Stadt Biberach an der Riß ernannt.